# AMD Phenom II
Phenom II es una serie de microprocesadores x86-64 de gama alta diseñada por AMD para computadoras personales presentada en el año 2008, fabricados en 45 nm, la cual sucede al Phenom original (basado en la anterior tecnología de proceso de  65nm.
La versión de transición del Phenom II, compatible con el Socket AM2+, fue lanzada en diciembre de 2008, en tanto que la versión para Socket AM3 con soporte para RAM DDR3 fue lanzada el 9 de febrero de 2009. En esta última fecha también comenzaron a distribuirse a las cadenas mayorista y minorista los primeros lotes de CPUs de tres y cuatro núcleos. 
Los sistemas de doble procesador (y hasta ocho núcleos) requerirán de una placa base con soporte para el Socket F+, sucesor del Zócalo F original de la plataforma AMD Quad FX.
El Phenom II es el microprocesador de la plataforma Dragon de AMD, combo que también incluye los chipsets (conjuntos de chips) de la serie 700 del propio fabricante, junto a las Tarjetas de vídeo Radeon HD 4800 (de núcleo R700).

## Características
Una de las ventajas del paso de los 65 nm a los 45 nm, es que permitió aumentar la cantidad de caché L3. De hecho, esta se incrementó de una manera generosa, pasando de los 2 MiB del Phenom original a 6 MiB. Justamente la inmensa mayoría de los millones de transistores adicionales corresponde a ese incremento, el cual -según se ha informado- ha llegado a 
producir mejoras en el rendimiento de hasta un 30% (en determinadas condiciones).
Otro cambio, aunque más útil, con respecto al Phenom, es que la tecnología Cool 'n Quiet ahora se aplica al encapsulado como un todo, en lugar de a cada núcleo por separado. Esta característica fue implementada para hacer frente al manejo que de los hilos (threads) por parte de Windows Vista, el cual puede hacer que aplicaciones de una sola hebra de código se ejecuten en un núcleo que momentáneamente se encuentra con poca carga de trabajo o sin ella (idling).
Las versiones del Phenom II para el zócalo AM3 tienen retrocompatibilidad (backward-compatible) con el socket AM2+. No obstante, es de esperar que los fabricantes de placas base brinden las actualizaciones de BIOS pertinentes al respecto. Además de la compatibilidad del Phenom II a nivel de pins (patillas conectoras), el controlador de memoria AM3 soporta tanto RAM del tipo DDR2 como DDR3 (hasta DDR3-1333), permitiendo a los usuarios de la “antigua” plataforma AM2+ actualizar su CPU sin tener que necesariamente cambiar también su placa madre y DIMMs de RAM. No obstante, de la misma manera que el Phenom original manejaba memoria DDR2-1066, las actuales plataformas Phenom limitan el uso de la DDR3-1333 a un DIMM por canal. Si no, los DIMMs rebajan automáticamente su velocidad a DDR3-1066. AMD asegura que ese comportamiento se debe a la BIOS, no al controlador de memoria integrado, por lo que planea solucionarlo mediante una actualización de BIOS. Este controlador de memoria “dual” (es decir, compatible con ambos estándares o especificaciones) también les brinda a los fabricantes de placas madre y a los ensambladores de PCs la posibilidad de aparear plataformas AM3 con memoria DDR2, para abaratar costos y aun así disponer de computadoras de alto desempeño. En comparación, las placas base para Intel Core i7 exigen sí o sí la utilización de DDR3.
A partir de las versiones del Phenom II para el socket AM3, las cuatro diferentes series ofrecidas por AMD están basadas en las mismas partidas de silicio, Excepto la serie 1000 y la segunda generación de la serie 900, que son derivados de un nuevo silicio llamado Thuban. La primera de ellas, al no estar “recortada” de ninguna manera, es el buque insignia de la familia y representa el máximo potencial del producto. Las otras dos series están formadas mediante lo que se conoce como “cosecha de núcleos” (die harvesting), es decir, a partir de chips a los que el fabricante les encontró algunos defectos (los cuales no obstante no deberían afectar al usuario final, ya que las porciones afectadas de estas CPUs corresponden al/a los núcleo(s) deshabilitado(s). Estos chips están identificados como un producto de una calidad un poco inferior.
- Serie 1000: Estas son CPUs de 6 núcleos diseñadas para satisfacer a los jugadores más entusiastas y exigentes, y, en menor medida, para ser empleados en estaciones de trabajo de alto rendimiento de bajo coste. Estos tienen 3 MiB de caché L2 (512 KiB por núcleo) y 6 MiB de caché L3 compartidos.

- Serie 900T (Segunda Generación): Se trata de CPUs de 4 núcleos, que nativamente son de 6 núcleos (Serie 1000), pero a las que les son desactivados 2 para así satisfacer la demanda comercial, o por algún defecto en alguno o los 2 núcleos.

- Serie 900: Se trata del “buque insignia” de la familia Phenom II. Tanto los cuatro núcleos como el total de la memoria cache L3 se encuentran plenamente habilitados.

- Serie 800: Estas son CPUs de cuatro núcleos con algún defecto (potencial o real) en parte del total de su cache' L3', lo que no debería ser problema debido a que “sólo” 4 de los 6 MiB de están habilitados.

- Serie 700: Tienen 3 núcleos activos (al estar uno de ellos deshabilitado). No obstante, su cache no está reducida, siendo por lo tanto de 6 MiB (debido a su núcleo faltante, son comercializados como “X3” en vez de “X4”). No obstante existen algunas versiones del Phenom II X3 que no tienen ese defecto en el silicio sino que simplemente tienen ese núcleo desactivado debido a que están orientados al segmento del mercado inmediatamente inferior al del “X4”.

Por lo tanto, con la placa base adecuada y el BIOS correcto, es posible desbloquear y aprovechar ese núcleo extra. Una vez realizado ese proceso, si el sistema operativo se carga en memoria y se pueden ejecutar programas y aplicaciones sin que aquel colapse o “se cuelgue”, la operación ha sido exitosa (y efectivamente, el núcleo adicional es “bueno”).
- Serie 500: Versión de doble núcleo o dual core, implicando que dos de los cuatro núcleos están deshabilitados (siendo “X2 en lugar de “X4”). No obstante, el total de 6 MiB de la memoria cache L3 es accesible.

## Overclocking
La familia del Phenom II es la primera de AMD en eliminar el “defecto del frío” (cold bug), que es un fenómeno físico que hace que los anteriores microprocesadores fabricados por esa empresa dejasen de funcionar cuando eran expuestos a temperaturas anormalmente bajas. Este bug evitaba que los overclockers más entusiastas pudieran usar métodos de refrigeración “extremos”, como el hielo seco o el nitrógeno líquido. Se espera que la eventual eliminación de ese bug permita realizar  más overclocking con estas CPUs que con cualquiera otras que haya fabricado AMD en los últimos tiempos.
En una demostración previa del potencial de overclocking del Phenom II, Sami “Macci” Mäkinen (un overclocker de clase mundial) usó un Phenom II X4 940 con una placa base Gigabyte MA790GP-DS4H, con un sofisticado sistema de refrigeración compuesto por nitrógeno y helio líquidos[cita requerida], para llevar a la CPU a la sorprendente frecuencia de 6,3 GHz (aproximadamente el doble de su velocidad nominal).
Posteriormente, el 30 de abril de 2009, un equipo autodenominado “LimitTeam” logró acelerar exitosamente  un AMD Phenom II X4 955 Black Edition (de núcleo Deneb), y luego envió sus resultados obtenidos a los desarrolladores del software de benchmarking CPU-Z, a fin de que fueran validados por ese programa. En este caso, el grupo se decantó por una placa madre Asus M4A79T Deluxe, apodada pomposamente “la plataforma de rendimiento multidimensional de Asus”, la cual soporta una CPU con un TDP de 140 vatios y el chipset (conjunto de chips) AMD 790FX/SB750. Adicionalmente, el equipo agregó 4 GB de RAM DDR3 de marca Apacer y una tarjeta de vídeo ATI Radeon 4800. Como resultado, el grupo alcanzó la friolera de 7,127 GHz, superando la anterior marca de 6,7 GHz. No obstante, LimitTeam no reveló nada acerca de su sofisticado método de cooling, aunque podría tratarse de nitrógeno líquido.

## Núcleos

### Deneb(45 nmSOIcon tecnología de litografía de inmersión)
- Cuatro núcleos AMD K10
- Cache L1 (por núcleo): 128 KiB (64 KiB + 64 KiB para instrucciones y datos respectivamente), 512 KiB en total.
- Cache L2: 512 KiB por núcleo, a la misma frecuencia que la propia CPU.
- Cache L3: 6 MiB compartidos entre todos los núcleos. La serie 800 series tiene 2 MiB de caché deshabilitados (es decir, 4 MiB en total), debido a defectos menores y a la propia estrategia de comercialización de AMD.
- Controlador de memoria:
  - Socket AM2+: memoria DDR2 de doble canal, de hasta 266 MHz reales (3,75 ns, 1.066 MHz efectivos).
  - Socket AM3: DDR3 de doble canal de hasta 333 MHz reales (3 ns, 1.333 MHz efectivos)
- Conjuntos extendidos de instrucciones soportados: MMX, Extended 3DNow!, SSE, SSE2, SSE3, SSE4a y AMD64.
- Tecnologías adicionales: Cool'n'Quiet, bit NX y AMD-V.
- Plataforma: Socket AM2+, Socket AM3 (con enlaces HyperTransport de entre 1.800 y 2.000 MHz).
- Consumo de energía: (TDP): 65, 95, 125 y 140 (sólo una versión del 965) vatios.
- Lanzamiento original: 8 de enero de 2009 (Stepping C2).
- Frecuencia del reloj: Entre 2.500 y 3.800 MHz.
- Modelos: Phenom II X4 805 a 980.

### Heka(45 nmSOIcon litografía de inmersión)
- Tres núcleos AMD K10 (uno desactivado).
- Caché L1 (por núcleo): 128 KiB (64 KiB + 64 KiB), 384 KiB en total.
- Caché L2: 512 KiB por cada núcleo, operando a la frecuencia de ellos (1.536 KiB o 1,5 MiB en total)
- Caché L3: 6 MiB compartidos entre todos los núcleos.
- Controlador de memoria:
  - Socket AM2+: memoria DDR2 de doble canal, de hasta 266 MHz reales (3,75 ns, 1.066 MHz efectivos).
  - Socket AM3: DDR3 de doble canal de hasta 333 MHz reales (3 ns, 1.333 MHz efectivos).
- Conjuntos extendidos de instrucciones soportados: MMX, Extended 3DNow!, SSE, SSE2, SSE3, SSE4a y AMD64
- Tecnologías adicionales: Cool'n'Quiet, bit NX y AMD-V.
- Socket AM3, con enlaces HyperTransport de 2.000 MHz.
- Consumo de energía (TDP): 65 y 95 vatios.
- Lanzamiento original: 9 de febrero de 2009 (Stepping C2).
- Velocidad del reloj: De 2.500 a 3.000 MHz.
- Modelos: Phenom II X3 705e a 740.

### Callisto(45 nmSOIcon litografía de inmersión)
- Dos núcleos AMD K10 (es decir, dos de los cuatro de ellos deshabilitados, mediante la denominada técnica de “cosecha de chips”, chip harvesting).
- Caché L1 (por núcleo): 128 KB (64 KB + 64 KB), 256 KB en total.
- Caché L2 caché: 512 KB por núcleo, a la velocidad de la CPU (1.024 KB o 1 MB en total).
- Caché L3 caché: 6 MB compartidos entre todos los núcleos.
- Controlador de memoria:
  - Socket AM2+: RAM DDR2 de doble canal de hasta 266 MHz reales (3,75 ns, 1.066 MHz efectivos).
  - Socket AM3: DDR3 de doble canal de hasta 333 MHz reales (3 ns, 1333 MHz efectivos).
- Conjuntos extendidos de instrucciones soportados: MMX, Extended 3DNow!, SSE, SSE2, SSE3, SSE4a y AMD64.
- Tecnologías adicionales: Cool'n'Quiet, bit NX y AMD-V.
- Socket AM3, HyperTransport de 2.000 MHz.
- Consumo de energía (TDP): 80 vatios.
- Lanzamiento inicial: 1 de junio de 2009 (Stepping C2).
- Frecuencia del reloj: Entre 3.000 y 3.300 MHz.
- Modelos: Phenom II X2 545 to 560.

### Thuban(45 nmSOIcon tecnología de litografía de inmersión)
- Seis núcleos AMD K10
- Caché L1 (por núcleo): 128 KiB (64 KiB + 64 KiB para instrucciones y datos respectivamente), 512 KiB en total.
- Caché L2: 512 KiB por núcleo, a la misma frecuencia que la propia CPU.
- Caché L3: 6 MiB compartidos entre todos los núcleos.
- Controlador de memoria:
  - Socket AM2+: memoria DDR2 de doble canal, de hasta 266 MHz reales (3,75 ns, 1.066 MHz efectivos).
  - Socket AM3: DDR3 de doble canal de hasta 333 MHz reales (3 ns, 1.333 MHz efectivos)
- Conjuntos extendidos de instrucciones soportados: MMX, Extended 3DNow!, SSE, SSE2, SSE3, SSE4a y AMD64.
- Tecnologías adicionales: Cool'n'Quiet, bit NX, AMD-V y Turbo Core.
- Plataforma: Socket AM2+, Socket AM3 (con enlaces HyperTransport de entre 1.800 y 2.000 MHz).
- Consumo de energía: (TDP): 125 vatios.
- Lanzamiento original: 27 de abril de 2010[12]  (Stepping C3).
- Frecuencia del reloj: Entre 2.800 y 3.300 MHz.
- Modelos: Phenom II X6 1055T, 1090T BE y 1100T BE .